# 裾野インターチェンジ
裾野インターチェンジ（すそのインターチェンジ）は、静岡県裾野市にある東名高速道路のインターチェンジである。

## 道路
- E1 東名高速道路（7-3番）

## 接続する道路
- 静岡県道82号裾野インター線

## 歴史
- 1969年（昭和44年）3月31日：御殿場IC - 富士ICが開通。
- 1988年（昭和63年）3月29日：供用開始
  - 御殿場IC - 沼津IC間の開通時に設置されていなかったことや取り付け道路の関係からか、東名高速道路のICとしては珍しいダイヤモンド型インターチェンジが採用されている。
- 2012年（平成24年）4月14日：新東名高速道路 御殿場JCT - 三ヶ日JCT間の開通に伴い、当IC番号を「7-2」に変更。
  - 御殿場JCTが当ICから起点寄り（東京方面）に設置されたためである。
- 2020年（令和2年）3月28日：駒門SIC供用開始に伴い、当IC番号を「7-3」に変更。
  - 駒門SICが当ICから起点寄り（東京方面）に設置されたためである。

## 料金所
- ブース数 : 8

### 東京方面
- ブース数 : 4

#### 入口
- ブース数 : 2
  - ETC専用 : 1
  - ETC/一般 : 1

#### 出口
- ブース数 : 2
  - ETC専用 : 1
  - 一般 : 1

### 名古屋方面
- ブース数 : 4

#### 入口
- ブース数 : 2
  - ETC専用 : 1
  - ETC/一般 : 1

#### 出口
- ブース数 : 2
  - ETC専用 : 1
  - 一般 : 1

## 周辺

### 観光地
- 富士山
- 忠ちゃん牧場
- 富士サファリパーク
- 十里木高原
- 遊園地ぐりんぱ（旧日本ランド）
- 富士山こどもの国
- 時之栖・御殿場高原ビール

### 駅
- JR東海御殿場線岩波駅

### 学校
- 裾野市立富岡第一小学校
- 裾野市立富岡中学校
- 静岡県立裾野高等学校

### 企業
- トヨタ自動車東日本東富士工場
  - 2020年閉鎖。跡地にトヨタ自動車が実験都市「Woven City」を2021年より建設している[1][2]。
- トヨタ自動車東富士テストコース

## 隣
E1 東名高速道路
(7) 御殿場IC - (7-1) 御殿場JCT - (7-2) 駒門PA/SIC - (7-3) 裾野IC - (8) 沼津IC

## その他
- 本インターチェンジは東京IC方面、名古屋IC方面の料金所・ランプウェイがそれぞれ県道を挟んで左右対称になっている。
- 富士急シティバスの高速バス【さんさんぬまづ・東京号】・【さんさんぬまづ・新宿号】は裾野ICから一般道路に出入りする。【みしまコロッケ号】については当初は当ICから一般道路に出入りしていたが、所要時間短縮を目的に2012年1月7日より沼津ICから東駿河湾環状道路経由に経路が変更された。
- 東京ICから100 km未満の最遠インターチェンジであるため、2014年まで実施されていたETCによる早朝夜間割引等の距離制限上、当ICで一度高速を降りて再度乗り直す車両が多かった。また、乗り直すための料金所出入り口が互いに向かい合っているため、乗り降りがスムーズに出来る。そのため、早朝割引制度がスタートして以降に交通量調査が行われ、流入しやすくするための車線変更まで行われた。